# Обрад (велики тепчија)
Обрад је био српски племић који је као велики тепчија служио краља Стефана Владислава (1234-1243).

## Биографија
Обрад је први по имену познати велики тепчија. Тепчија је у српским средњовековним земљама био дворски и провинцијски функционер који се бринуо о одржавању владаревих земљишних поседа. У изворима га срећемо 1230.тих година као "великог господина". Имао је писани месецослов који је касније дошао у посед Радославе, супруге тепчије (вероватно великог тепчије Мишљена). У овом делу обухваћене су песме Светог Саве.